# رادبرن (نیوجرسی)
رادبرن (به انگلیسی: Radburn) یک منطقهٔ مسکونی در ایالات متحده آمریکا است که در فایر لاون، نیوجرسی واقع شده‌است. رادبرن ۲۸٫۹۶ متر بالاتر از سطح دریا واقع شده‌است.